# Howard Zieff
Howard Zieff (21. října 1927, Chicago, Illinois, USA - 22. února 2009 v Los Angeles, Kalifornie, USA) byl americký reklamní fotograf, filmový a televizní režisér.

## Život a dílo
Nejprve studoval na Los Angeles City College, ale těchto studií zanechal. Od roku 1946 sloužil v americkém námořnictvu. Zde pak posléze úspěšně vystudoval Námořní fotografickou školu Art Center College of Design v kalifornské Pasadeně.
Poté od roku 1950 působil v New Yorku jako úspěšný a velmi uznávaný komerční a reklamní fotograf.
V 70. letech 20. století se v Los Angeles prosadil nejprve jako televizní, později i jako filmový režisér.
Zemřel ve věku 81 let na Parkinsonovu nemoc.

## Filmografie
- 1994 Moje druhá láska
- 1991 Moje první láska
- 1989 Parta snů
- 1984 Nevěrně tvá
- 1980 Vojín Benjaminová
- 1979 Žena v ringu
- 1978 Rodinný lékař / Nemocné navštěvovati
- 1975 Hearts of the West
- 1973 Slither